# Winfried Seidinger
Winfried Seidinger (* 1. Mai 1931 in Langenwang; † 28. Dezember 2009) war ein österreichischer Politiker (SPÖ) und Hauptschuldirektor. Seidinger war von 1986 bis 1999 Abgeordneter im österreichischen Nationalrat.

## Ausbildung und Beruf
Seidinger besuchte ab 1937 die Volksschule in Langenwang und von 1941 bis 1945 die Hauptschule in Langenwang und Mürzzuschlag. Er absolvierte in der Folge die Bundeslehrerbildungsanstalt in Graz und legte 1953 die Lehramtsprüfung für Volksschulen und 1958 die Lehramtsprüfung für Hauptschulen ab. Seidinger arbeitete von 1950 und 1953 als Volksschullehrer und war danach bis 1967 Hauptschullehrer. Von 1967 bis 1976 leitete Seidinger den polytechnischen Lehrgang in Mürzzuschlag und war von 1977 bis 1991 Direktor der DDr. Schachner-Hauptschule in Mürzzuschlag. 1972 war Seidinger zum Oberschulrat ernannt worden.

## Politik
Seidinger war stark in der Lokalpolitik engagiert und von 1970 bis 1975 Gemeinderat in Mürzzuschlag. Zwischen 1975 und 1982 hatte er das Amt des Stadtrats inne, danach war er bis 1983 Vizebürgermeister sowie von 1983 bis 1987 Bürgermeister von Mürzzuschlag. In seiner Rolle als Lehrer und Schuldirektor war Seidinger auch in verschiedenen Berufsvertretungen aktiv. Er hatte zwischen 1967 und 1983 das Amt des Bezirksobmanns des Sozialistischen Lehrervereines Österreichs von Mürzzuschlag inne und war Bezirksbildungsreferent der SPÖ. Zudem war er stellvertretender Landesbildungsobmann der SPÖ Steiermark und Mitglied des Bundesbildungsausschusses.
In der Parteistruktur war Seidinger ab 1992 als Mitglied des Landesparteipräsidiums der SPÖ Steiermark verankert und zudem ab 1992 Präsident des Österreichischen Arbeiter-Sängerbundes (ÖASB). Er fungierte zudem von 1993 bis 2008 als Landesvorsitzender des Pensionistenverbandes der Steiermark und war ab 1993 Vizepräsident des Pensionistenverbandes Österreichs.
Seidinger war vom 17. Dezember 1986 bis zum 28. Oktober 1999 Abgeordneter zum Nationalrat.

## Auszeichnungen
- 1996: Großes Silbernes Ehrenzeichen für Verdienste um die Republik Österreich[3]